# Sheinwoodien
Stratigraphie
Télychien Homérien
Llandovery
Le Sheinwoodien est le quatrième étage du Silurien, dans l'ère paléozoïque. Cette subdivision est la plus ancienne de la série géologique du Wenlock et s'étend de 433,4 ± 0,8 à 430,5 ± 0,7 millions d'années. Elle est suivie par l'Homérien,.

## Stratigraphie
| Système                                            | Série      | Étage        | Âge (Ma)       |
| -------------------------------------------------- | ---------- | ------------ | -------------- |
| Dévonien                                           | Inférieur  | Lochkovien   | plus récent    |
| Silurien                                           | Pridoli    | Pridoli      | 423.0 – 419.62 |
| Silurien                                           | Ludlow     | Ludfordien   | 425.0 – 423.0  |
| Silurien                                           | Ludlow     | Gorstien     | 426.7 – 425.0  |
| Silurien                                           | Wendock    | Homérien     | 430.6 – 426.7  |
| Silurien                                           | Wendock    | Sheinwoodien | 432.9 – 430.6  |
| Silurien                                           | Llandovery | Télychien    | 438.6 – 432.9  |
| Silurien                                           | Llandovery | Aéronien     | 440.5 – 438.6  |
| Silurien                                           | Llandovery | Rhuddanien   | 443.1 – 440.5  |
| Ordovicien                                         | Supérieur  | Hirnantien   | plus ancien    |
| Subdivisions du Silurien d'après l'ICS, août 2018. |            |              |                |

Le point stratotypique mondial (PSM), définissant la limite du Sheinwoodien avec l'étage inférieur, le Télychien, est situé à la base de l'Unité « G » de la Formation Buildwas, dans une coupe le long du ruisseau Hughley (Hughley Brook), environ 200 m au sud-est de la ferme Leasows, dans le Shropshire, au Royaume-Uni (52° 34′ 52″ N, 2° 38′ 20″ O). La base du Sheinwoodien est encore imprécise : elle est proche de celle de la biozone du graptolite Cyrtograptus centrifugus, mais les deux bases ne coïncident pas. La base de l'étage se trouve entre la base de la biozone 5 à acritarche et la dernière apparition (LAD, Last Appearance Datum) du conodontes Pterospathodus amorphognathoides,.